# Progress MS-30
Progress MS-30 (rusky: Прогресс МC-30, identifikace NASA: Progress 91P) je ruská nákladní kosmická loď řady Progress postavená společnosti RKK Energija a provozovaná agenturou Roskosmos za účelem zásobování Mezinárodní vesmírné stanice (ISS). Ke své misi odstartovala 27. února 2025, let potrvá půl roku.

## Loď Progress MS

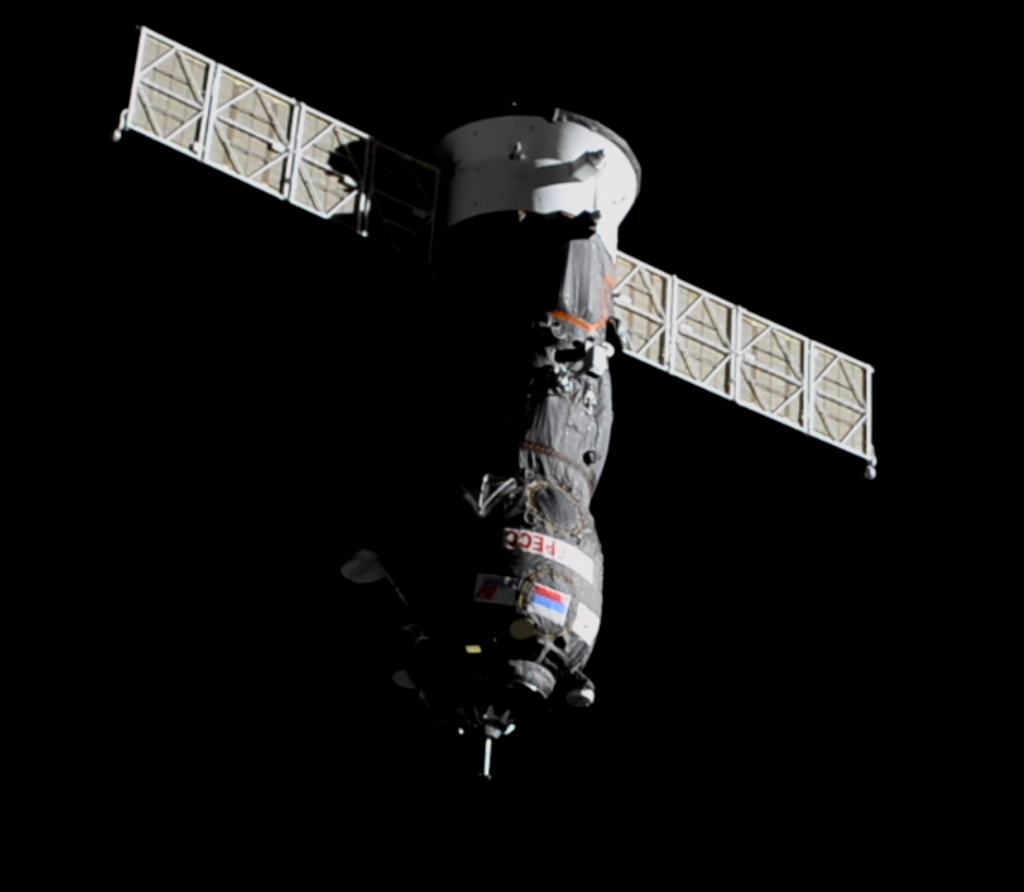
Progress MS-16 při příletu k ISS.

Progress MS je celkem pátá varianta automatické nákladní kosmické lodi Progress používané od roku 1978 k zásobování sovětských a ruských vesmírných stanic Saljut a Mir a od roku 2000 také Mezinárodní vesmírné stanice (ISS). První let této varianty s označením Progress MS-01 odstartoval 21. prosince 2015.
Celková délka lodi dosahuje 7,2 metru, maximální průměr 2,72 metru, rozpětí dvou solárních panelů 10,6 metru. Startovní hmotnost je až 7 300 kg, z toho užitečné zatížení může dosáhnout až 2 600 kg.
Varianta MS zachovává základní koncepci vytvořenou už pro první Progressy. Skládá se ze tří sekcí – nákladní (pro suchý náklad a vodu), pro tankovací komponenty (na kapalná paliva a plyny) a přístrojové. Varianta je oproti předchozí verzi M-M doplněna o záložní systém elektromotorů pro dokovací a těsnicí mechanismus, vylepšenou ochranu proti mikrometeoroidům a zásadně modernizované spojovací, telemetrické a navigační systémy včetně využití satelitního navigačního systému Glonnas a nového – digitálního – přibližovacího systému Kurs NA. Od lodi MS-03 pak Progressy obsahují také nový vnější oddíl, který umožňuje umístění čtyř vypouštěcích kontejnerů pro celkem až 24 CubeSatů.

## Průběh mise
Start nákladní lodi se podle plánu uskutečnil 27. února 2025 v 21:24:27 UTC z kosmodromu Bajkonur na vrcholu rakety Sojuz 2.1a. Vzlet a další startovní úkony proběhly v pořádku. 
Již 183. kosmická loď typu Progress s výrobním číslem 460 se 1. března 2025 v 23:02:30 UTC automaticky připojila k zadnímu portu modulu Zvezda, tedy na záď celé ISS, kde bude půl roku zajišťovat manévry pro zvýšení dráhy stanice. Odpojí se po více než půlročním letu 11. září 2025 a záhy poté řízeně zanikne v horních vrstvách atmosféry. 

## Náklad
Kosmická loď nese na ISS celkem 2 599 kg nákladu, který tvoří:
- palivo pro motory stanice (950 kg),
- pitná voda (420 kg),
- dusík (50 kg),
- ostatní náklad pro posádku a systémy stanice (1 179 kg).

Do ostatního nákladu patří zejména vybavení a hardwaru pro systémy stanice, soupravy pro vědecké experimenty, oblečení, potraviny, lékařské a sanitární hygienické potřeby. Nejzajímavější součástí této dodávky je zcela nový skafandr Orlan-MKS č. 6 pro výstupy ruských kosmonautů mimo ISS.
Při odletu od stanice loď odveze odpad a nepotřebné vybavení, které spolu s ní shoří v atmosféře.